# Front running
Con il termine front running ci si riferisce a una pratica illegale che può essere messa in atto da un dealer finanziario.
Essa sfrutta la posizione di asimmetria informativa in cui versa il suo mandante, ovvero chi invia l'ordine di compravendita di un determinato strumento finanziario. Il broker sfrutta la conoscenza dell'ordinativo effettuato, che se di importo elevato modificherà il prezzo dello strumento interessato, e immediatamente prima di immettere l'ordine sul mercato acquista, a titolo personale, il titolo in questione (se l'ordinativo è di acquisto) o lo vende (in caso contrario). In tal modo, egli trarrà profitto dall'aumento del prezzo del titolo (nel caso di acquisto) o eviterà di subire perdite per la diminuzione dello stesso (nel caso di vendita).
Secondo Joseph Stiglitz buona parte degli High-frequency trading sono una forma sofisticata e tecnologicamente avanzata di front running.